# Caniço (Santa Cruz)
Caniço é uma cidade portuguesa sede da Freguesia de Caniço do Município de Santa Cruz, na Ilha da Madeira, freguesia com 12,0 km² de área e 24046 habitantes (censo de 2021), tendo, por isso, uma densidade populacional de 2 003,8 hab./km².
Localiza-se a uma latitude de 32,633 (32° 38') Norte e a uma longitude de 16,85 (16° 51') Oeste. É banhada pelo Oceano Atlântico a sul e é montanhoso a norte.
A povoação de Caniço foi elevado à categoria de vila a 19 de abril de 2000 e à categoria de cidade a 10 de junho de 2005.
No Caniço, localiza-se a estátua do Coração de Jesus, mais conhecida por Cristo Rei, na ponta do Garajau.

## História
A denominação da povoação vem do nome dado à planta Phragmites communis, vulgarmente chamada de carriço ou caniço, que existia abundantemente na zona à altura da descoberta da ilha da Madeira.
Fora do Funchal e de Machico, o Caniço foi um dos dez primeiros lugares criados e povoados e, desde cedo, se procedeu ao arroteamento e cultivo das terras.
Aquando da colonização, foi feita a divisão da ilha em duas capitanias, passando a linha divisória pela localidade do Caniço. Com efeito, a ribeira do Caniço constituía parte dessa linha, que partia da ponta da Oliveira e terminava na ponta do Tristão, no Porto Moniz.
A Paróquia do Caniço foi fundada em 1438 ou 1440, sendo uma das mais antigas da ilha, e era constituída, a princípio, por duas igrejas. Uma na margem direita da ribeira, que tinha como orago o Espírito Santo, e outra na margem esquerda, a de Santo Antão. Com o tempo, a igreja de Santo Antão foi ganhando primazia em relação à outra. Em 1778, já as duas se encontravam em ruína e, em 1783, foi inaugurada a atual igreja paroquial do Caniço, cuja torre é mais recente e foi concluída em 1874.
Os terrenos na margem direita da ribeira denominavam-se Caniço de Baixo para o Funchal e, mais tarde, Caniço de Baixo para a Cidade e pertenciam à capitania-donatária do Funchal, enquanto que os que ficavam na margem esquerda chamavam-se Caniço de Cima para Machico e pertenciam à capitania de Machico. Cada um dos sítios tinha o seu porto de mar, respetivamente, o dos Reis Magos, o mais antigo, e o do Portinho.
Existia aqui um tabelião privativo, do qual existem registos desde 1488.
Consta que o primeiro moinho que houve na Madeira, foi construído no Caniço, no sítio da Azenha, ainda em tempo de vida de João Gonçalves Zarco (c. 1390–1471).
Em 1676, a freguesia da Camacha desmembrou-se do Caniço.
Até 1835, a freguesia pertenceu ao concelho do Funchal e, nesse ano, foi incorporada no concelho (atual município) de Santa Cruz.
Em 19 de abril de 2000, a povoação do Caniço foi elevada a vila pelo Decreto Legislativo Regional n.º 10/2000/M, onde se pode ler, no preâmbulo: «A povoação do Caniço tornou-se no maior pólo de desenvolvimento turístico da Região Autónoma da Madeira, depois do Funchal, e é uma das zonas habitacionais mais apetecidas.»
Em 10 de junho de 2005, a vila do Caniço foi elevada a cidade pelo Decreto Legislativo Regional n.º 8/2005/M, que a caracteriza, no preâmbulo, como «um dos maiores pólos de concentração de indústria e comércio regionais e uma das zonas habitacionais mais procuradas.

## Património edificado
Do património edificado do Caniço, constam a estátua do Coração de Jesus (Cristo Rei), na ponta do Garajau, o Forte da Atalaia de São Sebastião (de início do século XVII) e o Forte dos Reis Magos (construído no século XVIII com o propósito de defender a Ilha da Madeira de ataques de piratas e corsários). Outros elementos culturais, classificados como imóveis de interesse público e local, são a Capela da Mãe de Deus, a Capela da Nossa Senhora da Consolação e o conjunto edificado dos Reis Magos.
O monumento ao Coração de Jesus foi inaugurado a 30 de outubro de 1927, na ponta do Garajau, por ocasião das festas do Cristo Rei — nome pelo qual é mais conhecido —, em cumprimento de um voto do conselheiro Aires de Ornelas, filho do último morgado do Caniço.
O Teleférico do Garajau, inaugurado em 2007, serve de transporte, para locais e turistas, de modo a se deslocarem de forma mais rápida e cómoda à Praia do Garajau e à Reserva Natural Parcial do Garajau. A viagem tem uma duração de 3 minutos, sendo possível fazer o trajeto só de descida ou subida, ou descida e subida.

## Demografia
A população registada nos censos foi:
| Distribuição da População por Grupos Etários | Distribuição da População por Grupos Etários | Distribuição da População por Grupos Etários | Distribuição da População por Grupos Etários | Distribuição da População por Grupos Etários |
| -------------------------------------------- | -------------------------------------------- | -------------------------------------------- | -------------------------------------------- | -------------------------------------------- |
| Ano                                          | 0-14 Anos                                    | 15-24 Anos                                   | 25-64 Anos                                   | > 65 Anos                                    |
| 2001                                         | 2344                                         | 1519                                         | 6713                                         | 1010                                         |
| 2011                                         | 4805                                         | 2379                                         | 14615                                        | 1569                                         |
| 2021                                         | 3914                                         | 2712                                         | 14614                                        | 2806                                         |

## Clima
O Caniço apresenta um clima quente a maior parte do ano, com raras vagas de frio, que raramente descem dos 15 °C. É um pouco ventoso, daí a sensação térmica ligeiramente mais baixa que em outras freguesias com o mesmo clima. As temperaturas mais baixas registadas no Caniço foram 1,1 °C na Cancela, 3,5 °C na Assomada, 6 °C no Caniço Centro, 6,5 °C no Caniço de Baixo, 0 °C no Caniço de Cima, -0,7 °C nas Eiras e 9 °C nos Reis Magos, e a mais alta em todo o Caniço foi 41,5 °C.

## Sítios
- Abegoaria
- Assomada
- Atalaia
- Azenha
- Barreiros
- Bis Bis
- Cabeço da Cancela
- Camarisco
- Cancela
- Caniço para a Cidade, Caniço para o Funchal ou Caniço de Baixo
- Caniço para Machico ou Caniço de Cima
- Castelo
- Contrata
- Cristo Rei
- Eiras
- Figueirinhas
- Fontes
- Galo
- Garajau
- Livramento
- Mãe de Deus de Baixo
- Mãe de Deus de Cima
- Moinhos
- Olaria
- Palheiro do Ferreiro
- Pedra Mole
- Pedra Sina
- Portinho
- Reis Magos
- Ribeira dos Pretetes
- Quinta
- Serralhal e Amoreiras
- Tendeira de Cima
- Tendeira de Baixo
- Vale
- Vargem
- Zimbreiros

## Imagens

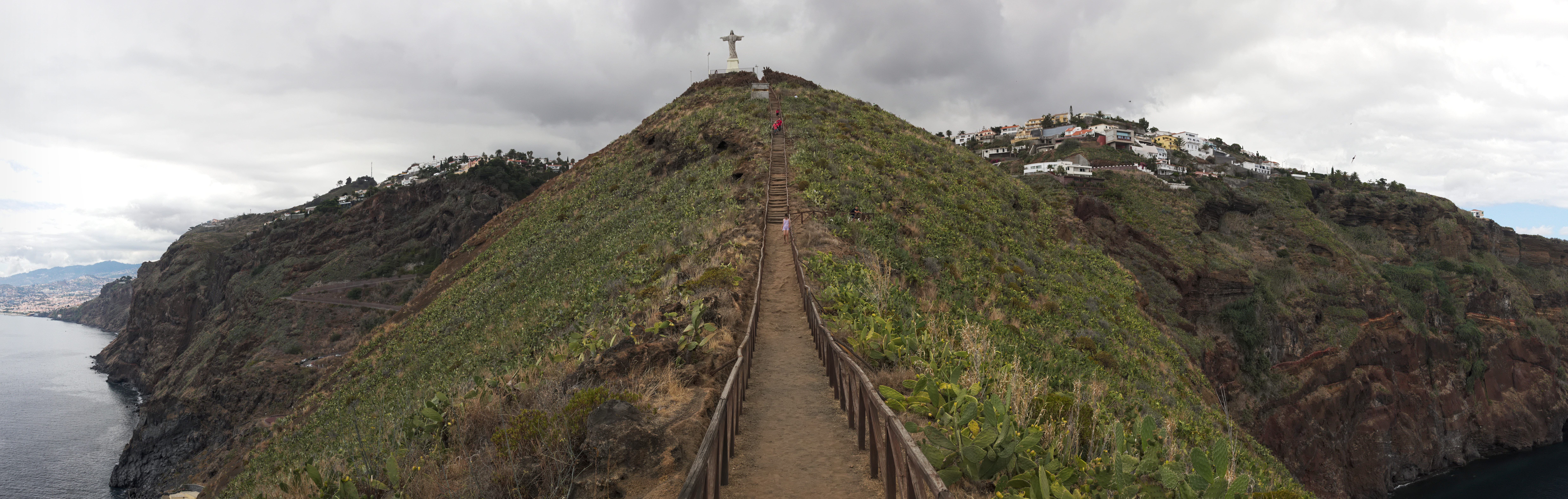
Vista panorâmica da Ponta do Garajau

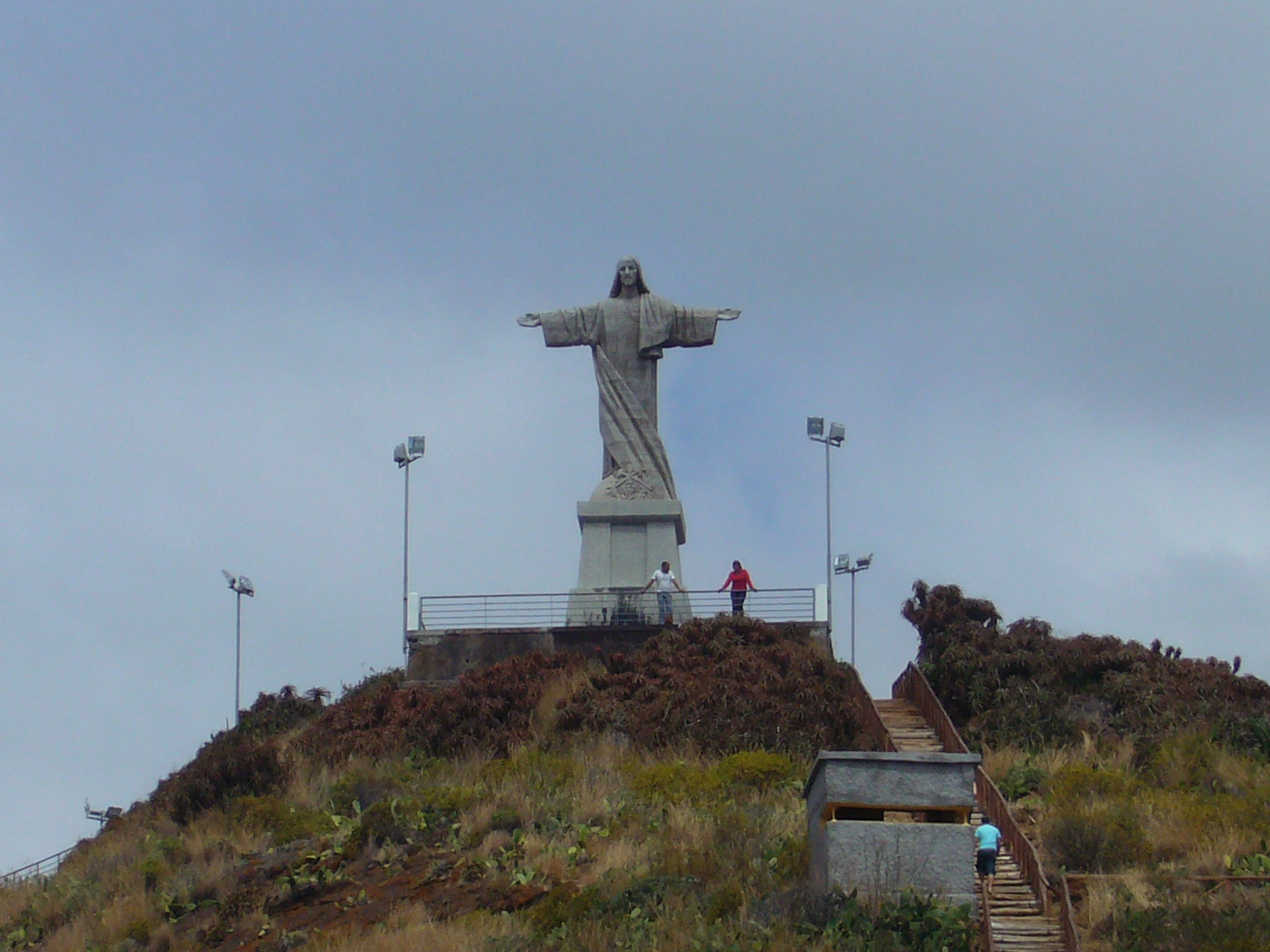
Estátua do Cristo Rei
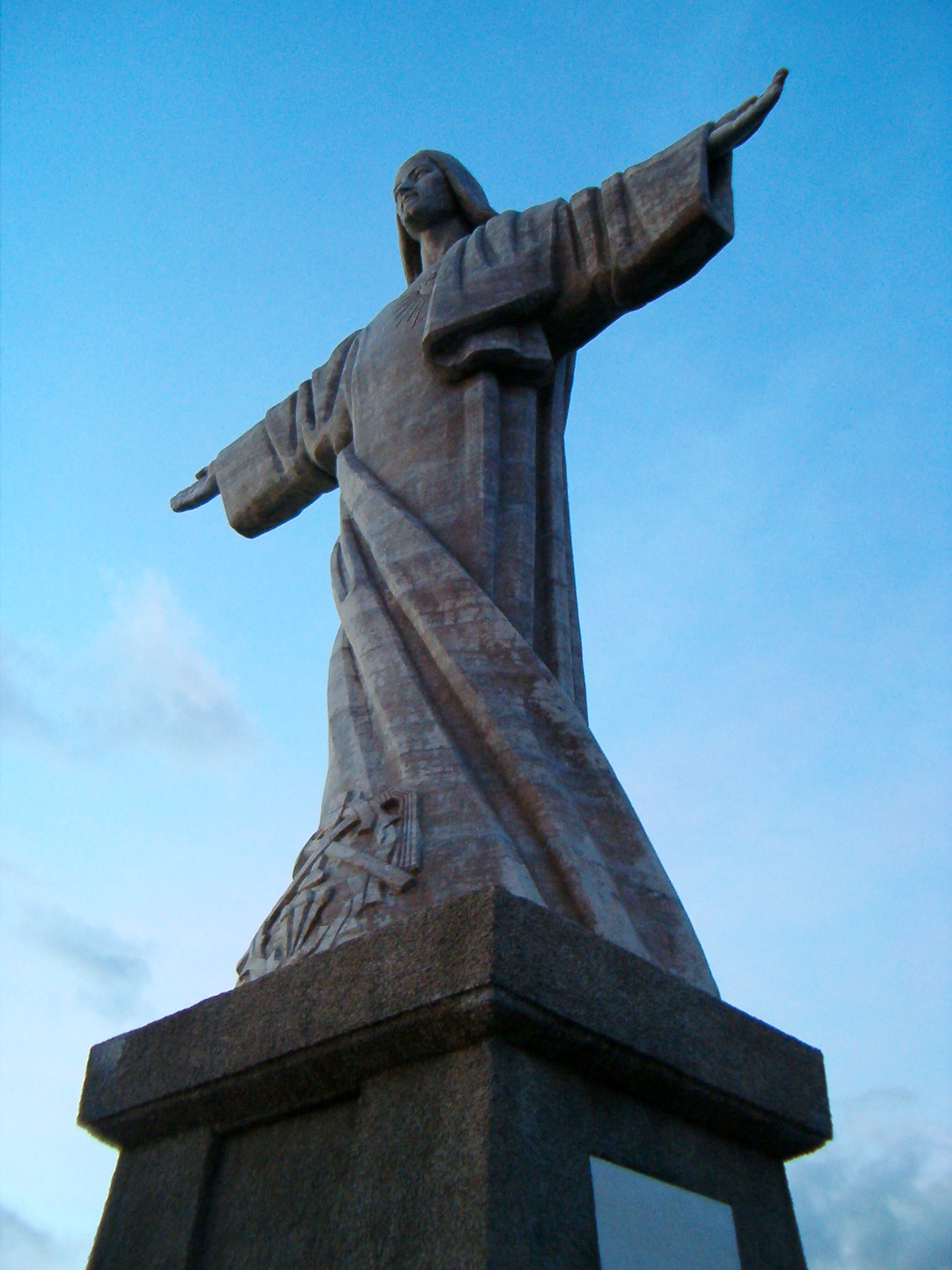
Estátua do Cristo Rei